# Francisco Garza Gutiérrez
Francisco Garza Gutiérrez (1904. március 14. – 1965. október 30.) mexikói labdarúgóhátvéd. Bátyja Rafael Garza Gutiérrez volt.